# Паркер, Мэри-Луиз
Мэ́ри-Луи́з Па́ркер (англ. Mary-Louise Parker; род. 2 августа 1964[…], Fort Jackson) — американская актриса и писательница. Лауреат премии «Эмми», двух премий «Тони» и двух «Золотых глобусов».
Паркер в разные годы имела большой успех как в театре, так и на телевидении и в кино. Она выиграла премию «Тони» за главную роль в пьесе «Доказательство» (2000), после чего нашла большее признание благодаря роли политического активиста Эми Гарднер в сериале «Западное крыло», за что получила первую номинацию на «Эмми». В 2004 году Паркер выиграла «Эмми» за роль в мини-сериале «Ангелы в Америке».
С 2005 по 2012 год Паркер играла главную роль в сериале «Дурман», за которую в 2006 году получила «Золотой глобус», а также трижды номинировалась на «Эмми». На большом экране Паркер наиболее известна благодаря ролям в фильмах «Жареные зелёные помидоры», «Большой каньон», «Пули над Бродвеем», «Клиент», «Парни побоку» и «РЭД».

## Биография
Мэри-Луиз Паркер родилась в Южной Каролине. Она получила образование в школе искусств Северной Каролины по специализации драмы. Карьера Мэри-Луиз началась с эпизодической роли в дневной мыльной опере «Надежды Райана». В 1980 году Паркер переехала в Нью-Йорк, где устраивается на работу в компанию ECCO. Далее последовало несколько незначительных ролей, после чего в 1990 году состоялся её дебют на бродвейской сцене в постановке Крэйга Лукаса «Прелюдия к поцелую», которая принесла ей первую номинацию на премию «Тони» за лучшую женскую роль в пьесе.
После успеха на бродвейской сцене Паркер была приглашена на основные роли в фильмах «Жареные зелёные помидоры», «Большой каньон». Последующие несколько лет она снималась в ряде фильмов, а также не прекращала работу в театре. Она получила похвалу от критиков за роль в комедии Вуди Аллена «Пули над Бродвеем», а после в драме «Парни побоку», где сыграла женщину, больную СПИДом.
В 1997 году Паркер выиграла премию Obie за главную роль в пьесе «Как я научилась водить», а также добилась успеха благодаря главным ролям в нескольких телефильмах. В 2001 году она выиграла «Тони» за главную роль в пьесе «Доказательство», а заодно и все другие основные театральные премии. В следующем году она вновь привлекла внимание критиков за игру политического активиста Эми Гарднер в сериале «Западное крыло», благодаря чему номинировалась на «Эмми» за лучшую женскую роль второго плана в драматическом телесериале. Следом она появилась в кинофильме «Красный дракон», а в 2003 году выиграла «Эмми» за лучшую женскую роль второго плана в мини-сериале или фильме и «Золотой глобус» за лучшую женскую роль второго плана — мини-сериал, телесериал или телефильм за роль в мини-сериале «Ангелы в Америке».
В 2005 году Паркер начала играть свою самую известную роль, продавца наркотиков Нэнси Ботвин в сериале «Дурман». В 2006 году она получила «Золотой глобус» за лучшую женскую роль в телевизионном сериале — комедия или мюзикл, обойдя в категории четверку актрис из сериала «Отчаянные домохозяйки», от роли в котором она отказалась в 2004 году. В 2007 году она номинировалась на «Эмми» за лучшую женскую роль в мини-сериале или фильме за роль в телефильме «Невеста-воровка». В дополнение к этому она снялась в коммерчески успешных фильмах «Спайдервик: Хроники», «РЭД» и «РЭД 2».

## Личная жизнь
С 1996 по ноябрь 2003 года Паркер состояла в отношениях с актёром Билли Крудапом, который оставил её ради Клэр Дэйнс, когда Паркер была на седьмом месяце беременности. Их сын, Уильям Аттикус Паркер, родился 7 января 2004 года.
В декабре 2006 года Паркер начала встречаться с актёром Джеффри Дином Морганом, партнёром по сериалу «Дурман». В феврале 2008 года Паркер и Морган обручились, однако в апреле того же года расстались.
В сентябре 2007 года Паркер удочерила девочку из Эфиопии, Кэролайн Аберэш Паркер.

## Фильмография

### Кино
| Год  | Русское название                              | Оригинальное название                                      | Роль                       | Примечания                                                                            |
| ---- | --------------------------------------------- | ---------------------------------------------------------- | -------------------------- | ------------------------------------------------------------------------------------- |
| 1989 | Знаки жизни                                   | Signs of Life                                              | Шарлотта                   |                                                                                       |
| 1990 | Близкий друг                                  | Longtime Companion                                         | Лиза                       |                                                                                       |
| 1991 | Жареные зелёные помидоры                      | Fried Green Tomatoes                                       | Рут Джемисон               |                                                                                       |
| 1991 | Большой Каньон                                | Grand Canyon                                               | Ди                         |                                                                                       |
| 1993 | Мистер Чудо                                   | Mr. Wonderful                                              | Рита                       |                                                                                       |
| 1993 | Нагие из Нью-Йорка                            | Naked in New York                                          | Джоанн Уайт                |                                                                                       |
| 1994 | Пули над Бродвеем                             | Bullets Over Broadway                                      | Эллен                      |                                                                                       |
| 1994 | Клиент                                        | The Client                                                 | Дайанн Суэй                |                                                                                       |
| 1995 | Безрассудные                                  | Reckless                                                   | Пути                       |                                                                                       |
| 1995 | Парни побоку                                  | Boys on the Side                                           | Робин                      |                                                                                       |
| 1996 | Портрет леди                                  | The Portrait of a Lady                                     | Генриетта Стакпол          |                                                                                       |
| 1997 | Убийство в сознании                           | Murder in Mind                                             | Кэролайн Уолкер            |                                                                                       |
| 1997 | Правила игры                                  | The Maker                                                  | офицер Эмили Пек           |                                                                                       |
| 1998 | Прощай, любовник                              | Goodbye Lover                                              | Пегги Блэйн                |                                                                                       |
| 1999 | Пусть дьявол носит черное                     | Let the Devil Wear Black                                   | Джулия Хирш                |                                                                                       |
| 1999 | Пять чувств                                   | The Five Senses                                            | Рона                       | Номинация — Премия «Джини» за лучшую женскую роль роль                                |
| 2002 | Красный Дракон                                | Red Dragon                                                 | Молли Грэм                 |                                                                                       |
| 2002 | Качество Милости                              | The Quality of Mercy                                       | Сара Ричардсон             | Короткометражный фильм                                                                |
| 2002 | Воздушные замки                               | Pipe Dream                                                 | Тони Эделман               |                                                                                       |
| 2004 | Спасённая!                                    | Saved!                                                     | Лиллиан                    |                                                                                       |
| 2004 | Лучший вор мира                               | The Best Thief in the World                                | Сью Зайдман                |                                                                                       |
| 2006 | Любовь и сигареты                             | Romance & Cigarettes                                       | Констанция Мердер          |                                                                                       |
| 2007 | Как трусливый Роберт Форд убил Джесси Джеймса | The Assassination of Jesse James by the Coward Robert Ford | Зи Джеймс                  |                                                                                       |
| 2008 | Спайдервик: Хроники                           | The Spiderwick Chronicles                                  | Хелен Грейс                |                                                                                       |
| 2009 | Сексоголик                                    | Solitary Man                                               | Джордан                    |                                                                                       |
| 2010 | Вопль                                         | Howl                                                       | Гейл Поттер                |                                                                                       |
| 2010 | РЭД                                           | Red                                                        | Сара Росс                  | Номинация — Премия «Спутник» за лучшую женскую роль в кинофильме — комедия или мюзикл |
| 2013 | Призрачный патруль                            | R.I.P.D.                                                   | Милдред Проктор            |                                                                                       |
| 2013 | РЭД 2                                         | Red 2                                                      | Сара Росс                  |                                                                                       |
| 2013 | Рождество в Конуэе                            | Сhristmas in Conway                                        | Сьюзи Мэйор                |                                                                                       |
| 2014 | Плохое поведение                              | Behaving Badly                                             | Люси Стивенс / Святая Лола |                                                                                       |
| 2014 | Джеймси                                       | Jamesy Boy                                                 | Трэйси Бёрнс               |                                                                                       |
| 2016 | Любовь к большому городу                      | Chronically Metropolitan                                   | Аннабель                   |                                                                                       |
| 2017 | Золотые выходы                                | Golden Exits                                               | Гвендолин                  |                                                                                       |
| 2018 | Красный воробей                               | Red Sparrow                                                | Стефани Буше               |                                                                                       |
| 2021 | Связанные одной бурей                         | The Same Storm                                             | Рокси                      |                                                                                       |
| 2023 | Сенека                                        | Seneca – On the Creation of Earthquakes                    | Агриппина                  |                                                                                       |
| 2024 | Петля времени                                 | Omni Loop                                                  | Зоя Лоу                    |                                                                                       |

### Телевидение
| Год       | Русское название                       | Оригинальное название                | Роль                | Примечания |
| --------- | -------------------------------------- | ------------------------------------ | ------------------- | --- |
| 1988      | Слишком маленький герой                | Too Young the Hero                   | Перл Спенсер        | Телевизионный фильм |
| 1994      | Приют для Энни                         | A Place for Annie                    | Линда               | Телевизионный фильм |
| 1995      | Любовь и мафия                         | Sugartime                            | Филлис Макгуайр     | Телевизионный фильм |
| 1998      | Цена успеха                            | Legales                              | Рика Мартин         | Телевизионный фильм |
| 1998      | Возможно святой                        | Saint Maybe                          | Люси Дин Бедлоу     | Телевизионный фильм |
| 1999      | Простая жизнь Ноя Дирборна             | The Simple Life of Noah Dearborn     | доктор Валери Крейн | Телевизионный фильм |
| 2000      | Стрелы Амура                           | Cupid & Cate                         | Кэт Деанджело       | Телевизионный фильм |
| 2001—2006 | Западное крыло                         | The West Wing                        | Эми Гарднер         | Повторяющаяся роль, 23 эпизода Номинация — Премия «Эмми» за лучшую женскую роль второго плана в драматическом телесериале (2002) Номинация — Премия Гильдии киноактёров США за лучший актёрский состав в драматическом сериале (2002) |
| 2002      | Лучший шпион: История Роберта Хэнссена | Master Spy: The Robert Hanssen Story | Бонни Хэнссен       | Телевизионный фильм |
| 2003      | Ангелы в Америке                       | Angels in America                    | Харпер Питт         | Регулярная роль, 6 эпизодов Премия «Эмми» за лучшую женскую роль второго плана в мини-сериале или фильме Премия «Золотой глобус» за лучшую женскую роль второго плана — мини-сериал, телесериал или телефильм Номинация — Премия Гильдии киноактёров США за лучшую женскую роль в телефильме или мини-сериале Номинация — Премия «Спутник» за лучшую женскую роль второго плана — мини-сериал, телесериал или телефильм |
| 2004      | Чудесный побег                         | Miracle Run                          | Коррин Морган-Томас | Телевизионный фильм |
| 2005      | Уксусная гора                          | Vinegar Hill                         | Эллен Гриер         | Телевизионный фильм |
| 2005—2012 | Дурман                                 | Weeds                                | Нэнси Ботвин        | Регулярная роль, 102 эпизода Премия «Золотой глобус» за лучшую женскую роль в телевизионном сериале — комедия или мюзикл (2006) Премия «Спутник» за лучшую женскую роль в телевизионном сериале — комедия или мюзикл (2005) Номинация — Премия «Эмми» за лучшую женскую роль в комедийном телесериале (2007—2009) Номинация — Премия «Золотой глобус» за лучшую женскую роль в телевизионном сериале — комедия или мюзикл (2007—2009) Номинация — Премия Гильдии киноактёров США за лучшую женскую роль в комедийном сериале (2006—2009) Номинация — Премия Гильдии киноактёров США за лучший актёрский состав в комедийном сериале (2007, 2009) Номинация — Премия «Спутник» за лучшую женскую роль в телевизионном сериале — комедия или мюзикл (2006, 2008) |
| 2007      | Невеста-воровка                        | The Robber Bride                     | Зения               | Телевизионный фильм Премия «Джемини» за лучшую женскую роль в мини-сериале или фильме Номинация — Премия «Эмми» за лучшую женскую роль в мини-сериале или фильме |
| 2014      | Чёрный список                          | The Blacklist                        | Наоми Хайленд       | Гостевая роль, 4 эпизода |
| 2017      | Когда мы восстанем                     | When We Rise                         | Рома Гай            | Регулярная роль, 4 эпизодов |
| 2017      | Миллиарды                              | Billions                             | Джордж Минчак       | Гостевая роль, 2 эпизода |
| 2017      | Мистер Мерседес                        | Mr. Mercedes                         | Джени Паттерсон     | Регулярная роль, 6 эпизодов |

## Театр
| Год       | Русское название       | Оригинальное название  | Роль              | Площадка                                                         | Примечания |
| --------- | ---------------------- | ---------------------- | ----------------- | ---------------------------------------------------------------- | --- |
| 1989—1990 | Искусство успеха       | The Art of Success     | Джейн Хогарт      | Театр «New York City Center» (Офф-Бродвей)                       | |
| 1990—1991 | Прелюдия к поцелую     | Prelude to a Kiss      | Рита Бойл         | Театр Хелен Хейс (Бродвей)                                       | Премия «Театральный мир» Премия Кларенса Дервента самой многообещающей актрисе Номинация — Премия «Тони» за лучшую женскую роль в пьесе Номинация — Премия «Драма Деск» за лучшую женскую роль в пьесе                                                        |
| 1993      | Четыре собаки и кость  | Four Dogs and a Bone   | Бренда            | Театр «New York City Center» (Офф-Бродвей)                       | |
| 1996      | Автобусная остановка   | Bus Stop               | Шери              | Театр «Circle in the Square» (Бродвей)                           | |
| 1997      | Как я научилась водить | How I Learned to Drive | Ли’л Бит          | Театр «Vineyard» (Офф-Бродвей)                                   | Премия Люсиль Лортел за лучшую женскую роль Премия «Obie» за выдающееся исполнение Номинация — Премия Внешнего общества критиков за лучшую женскую роль в пьесе                                                                                               |
| 2000—2001 | Доказательство         | Proof                  | Кэтрин            | Театр Уолтера Керра (Бродвей)                                    | Премия «Тони» за лучшую женскую роль в пьесе Премия «Драма Деск» за лучшую женскую роль в пьесе Премия Люсиль Лортел за лучшую женскую роль Премия Внешнего общества критиков за лучшую женскую роль в пьесе Премия Лиги Драмы за лучшую женскую роль в пьесе |
| 2004      | Безрассудные           | Reckless               | Рэйчел            | Театр Сэмюэла Дж. Фридмана (Бродвей)                             | Номинация — Премия «Тони» за лучшую женскую роль в пьесе |
| 2008      | Мобильник мертвеца     | Dead Man’s Cell Phone  | Джин              | Театр «Playwrights Horizons»                                     | |
| 2009      | Гедда Габлер           | Hedda Gabler           | Гедда Тесман      | Театр «American Airlines» (Бродвей)                              | |
| 2013      | Снежные гуси           | The Snow Geese         | Элизабет Гейслинг | Театр Сэмюэла Дж. Фридмана (Бродвей)                             | |
| 2015      | Хайзенберг             | Heisenberg             | Джорджи Бёрнс     | Театр «New York City Center»                                     | |
| 2016      | Хайзенберг             | Heisenberg             | Джорджи Бёрнс     | Театр Сэмюэла Дж. Фридмана (Бродвей)                             | |
| 2018      | Звук изнутри           | The Sound Inside       | Белла Бэрд        | Уильямстаунский театральный фестиваль (Региональные выступления) | |
| 2019—2020 | Звук изнутри           | The Sound Inside       | Белла Бэрд        | Театр «Студия 54» (Бродвей)                                      | Премия «Тони» за лучшую женскую роль в пьесе |
| TBA       | Как я научилась водить | How I Learned to Drive | Ли’л Бит          | Театр Сэмюэла Дж. Фридмана (Бродвей)                             | |